# Nowy Karb
Nowy Karb – głęboko i ostro wcięta przełączka  między Nowym Wierchem (2009 m) a Hawranią Przełęczą (1919 m) w Tatrach Bielskich na Słowacji. Znajduje się w ich grani głównej, dokładnie w środkowej części grani łączącej Hawranią Przełęcz z Nowym Wierchem. Na północną stronę do Hawraniego Kotła opada z Nowego Karbu łagodny, trawiasty stok, na południową stronę natomiast, na Nowy Upłaz, opada bardzo stromy i bardzo wąski żlebek. Obydwie ograniczające go grzędy podcięte są urwistymi ściankami Nowych Rzędów. Dolna część żlebku lejkowato zwęża się i przecina te grzędy, na długości około 20 m tworząc głęboki kanion. Jego dolna część przechodzi w prawą odnogę Zadniego Stefanowego Żlebu.
Nazwę przełączki po raz pierwszy wprowadził Władysław Cywiński w 4. tomie przewodnika Tatry.